# Cuscuta nitida
Cuscuta nitida är en vindeväxtart som beskrevs av Jacques Denys Denis Choisy. Cuscuta nitida ingår i släktet snärjor, och familjen vindeväxter. Inga underarter finns listade i Catalogue of Life.